# Дворжак, Антонин
Антонин Дво́ржак (чеш. Antonín Leopold Dvořákо файле; 8 сентября 1841 года — 1 мая 1904 года) — чешский композитор, представитель романтизма. Кавалер ордена Железной короны 3-й степени (1889).
В его произведениях широко используются мотивы и элементы народной музыки Моравии и Богемии. Вместе с Б. Сметаной является создателем чешской национальной музыкальной школы. К числу наиболее известных работ Дворжака относятся Симфония № 9 «Из Нового света» (написанная в США), опера «Русалка», Концерт для виолончели с оркестром, «Американский» струнный квартет, Реквием, Stabat Mater и «Славянские танцы».

## Биография

### Ранние годы

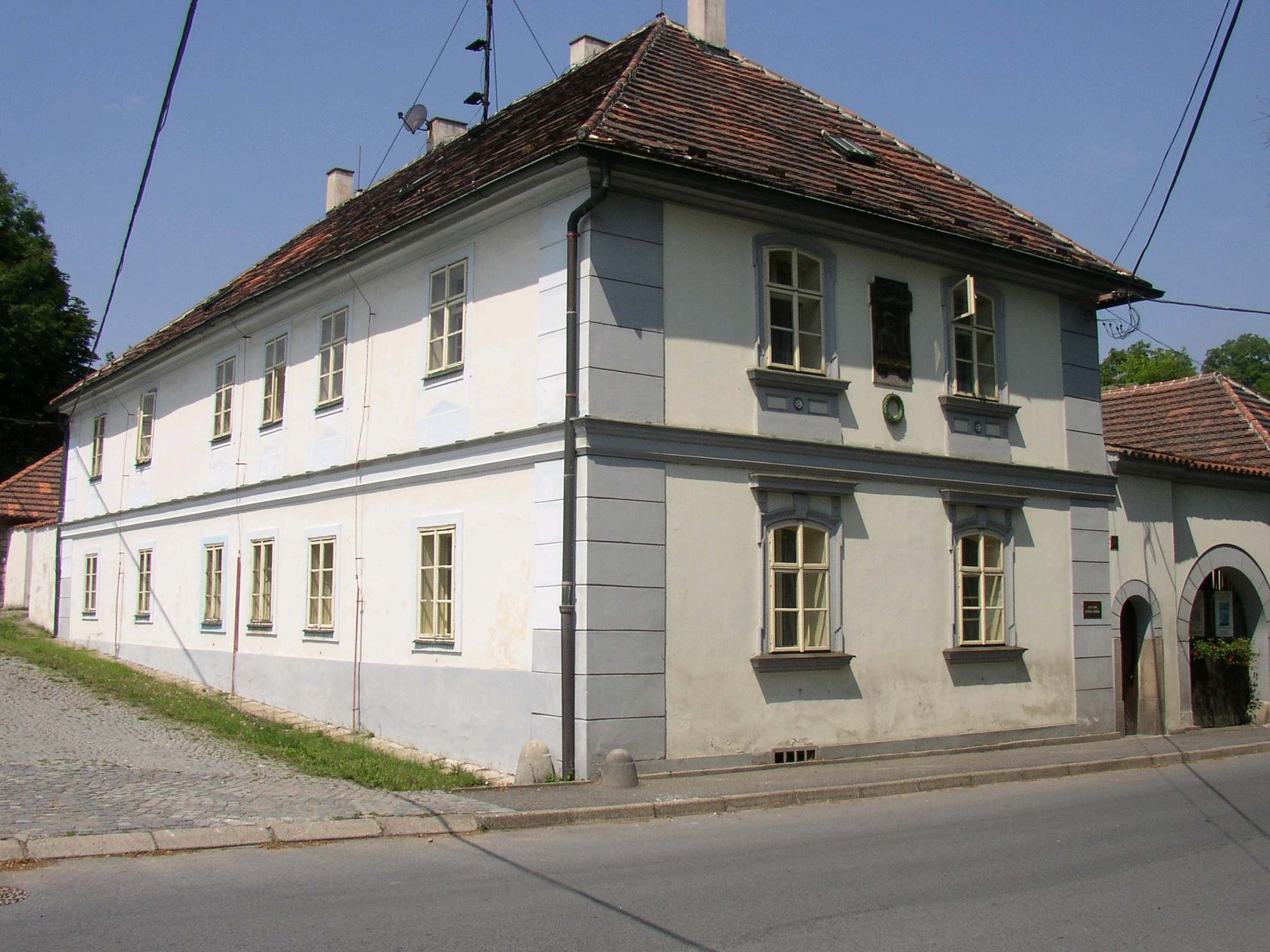
Дом, в котором родился А. Дворжак

Родился 8 сентября 1841 года в деревне Нелагозевес близ Праги, первым из девяти детей. В Нелагозевесе он прожил большую часть жизни. Его отец Франтишек Дворжак был мясником, трактирщиком и профессиональным исполнителем на цитре. Родители рано распознали музыкальное дарование ребёнка и решили как можно раньше начать развитие его таланта. С 6 лет Дворжак начал посещать деревенскую музыкальную школу. Его учителем был местный церковный органист. В 1854—1857 годах обучался в Злонице теории музыки, игре на альте, фортепиано и органе. С 1857 по 1858 годы Дворжак учится в Пражской школе органистов, где постепенно становится виртуозным исполнителем на скрипке и альте.

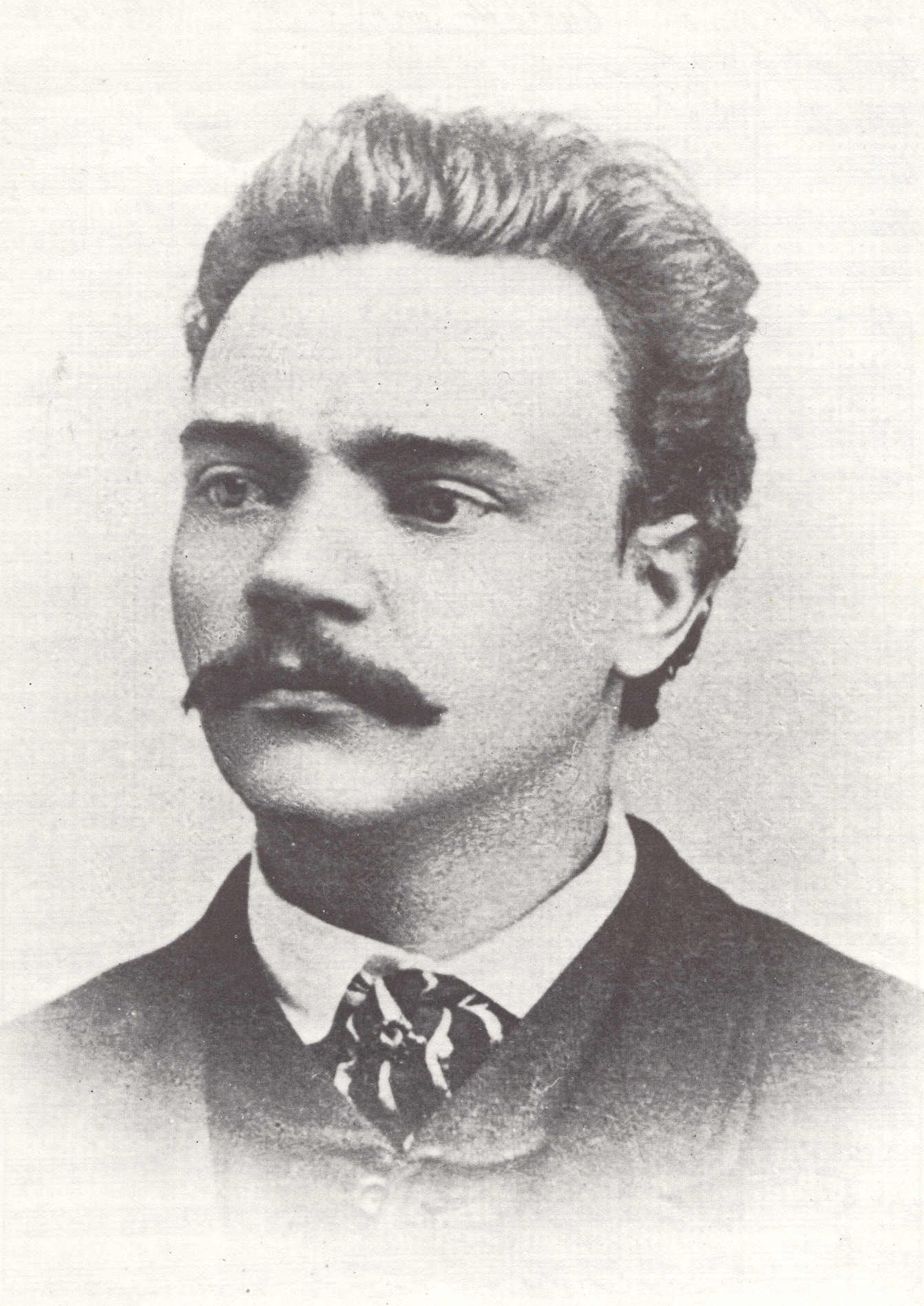
Портрет А. Дворжака, сделанный в 1868 году

В течение 1860-х Дворжак служит альтистом в оркестре Чешского провизионного театра. С 1866 года этот оркестр принимает под управление Бедржих Сметана. Постоянная необходимость в дополнительном заработке оставляла молодому музыканту мало времени, и в 1871 году он покидает оркестр ради написания музыки.
В это время Дворжак влюбляется в свою ученицу, Йозефину Чермакову, которой посвящает один из своих вокальных сборников «Кипарисы». После того, как она вышла замуж за другого претендента, Антонин делает предложение её сестре Анне. Антонин и Анна Дворжакова (1854—1931) поженились в 1873 году и прожили в браке 31 год. У них было 9 детей: Отакар (1874—1877), Йозефа (1875; умерла во младенчестве), Ружена (1876—1877), Отилия (1878—1905), Анна (1880—1923), Магдалена (1881—1952), Антонин (1883—1956), Отакар (1885—1961) и Алоизия (1888—1967).
В эти годы получает широкое признание композиторский талант Дворжака. Став органистом в церкви св. Адальберта в Праге, он с головой погружается в плодотворную композиторскую работу. В 1875 году он заканчивает работу над вторым струнным квинтетом. В 1877 году критик Эдуард Ганслик сообщил Дворжаку, что его работы привлекли внимание Брамса, с которым они позднее стали друзьями. Именно Брамс решил дать толчок развитию творчества Дворжака, связавшись с музыкальным издателем Ф. Зимроком, который заказал Дворжаку первый сборник «Славянских танцев». Опубликованный в 1878 году, он сразу же стал пользоваться популярностью. Первое произведение Дворжака, исполненное за границей — Stabat Mater (1880 год).

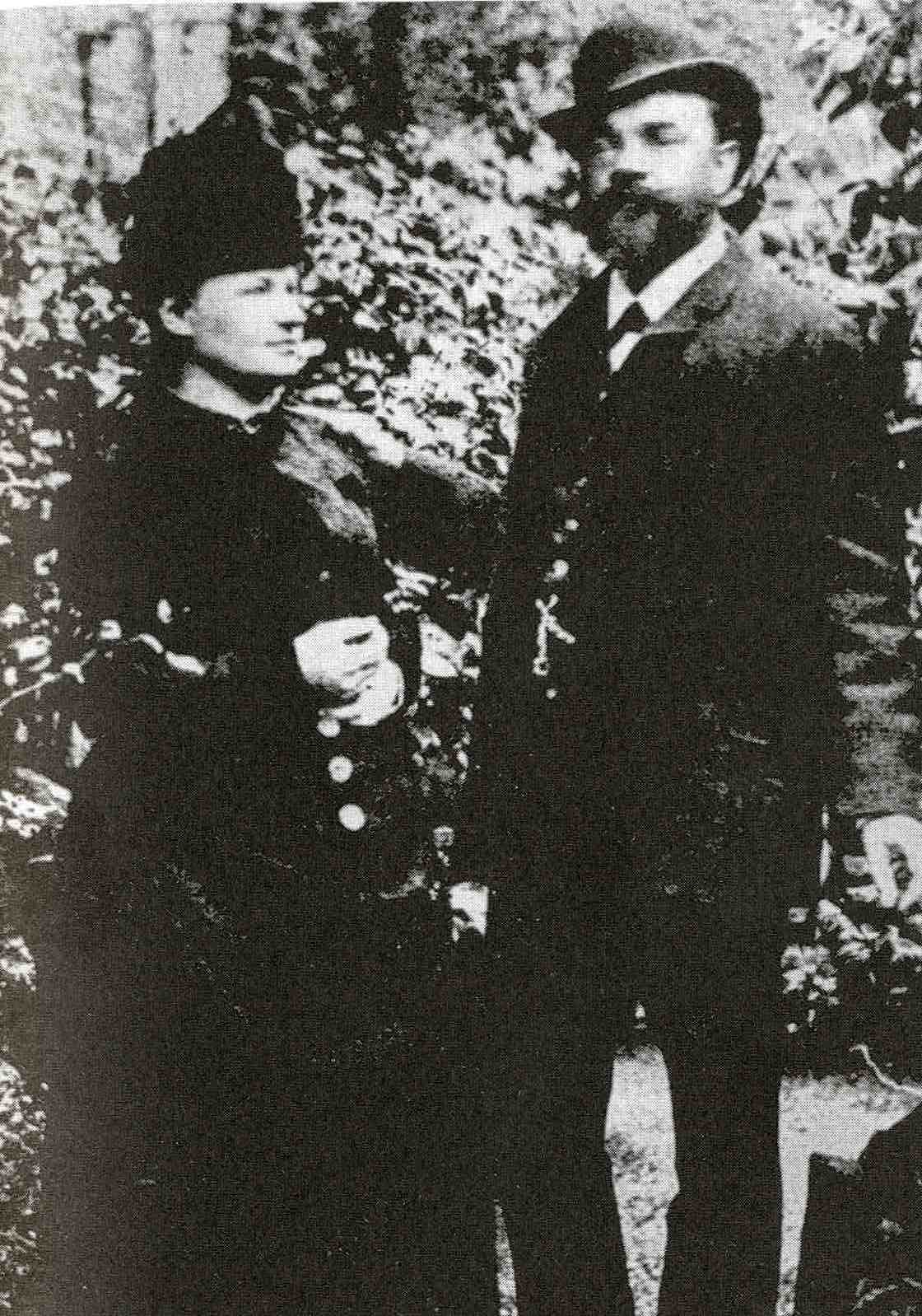
А. Дворжак с женой Анной в Лондоне, 1886 год.

После успеха этого произведения у британских слушателей в 1883 году Дворжак был приглашён в Лондон, где в 1884 году выступил с большим успехом. Его симфония № 7 была написана специально для британской столицы, где состоялась её премьера в 1885 году. В общей сложности Дворжак посещал Великобританию девять раз, зачастую он лично дирижировал оркестрами, исполнявшими его произведения. Под влиянием П. И. Чайковского он посещает Россию в 1890 году. В Москве и Санкт-Петербурге он дирижирует оркестрами, исполняющими его музыку.
В 1891 году Дворжак получает почётное звание от Кембриджского университета. В этом же году состоялась премьера его Реквиема на музыкальном триеннале в Бирмингеме.

### Америка
С 1892 по 1895 гг. Дворжак является директором Национальной консерватории в Нью-Йорке. Здесь он встречает одного из первых афроамериканских композиторов — Харли Берли, который знакомит Дворжака с американской музыкой в стиле спиричуэл.

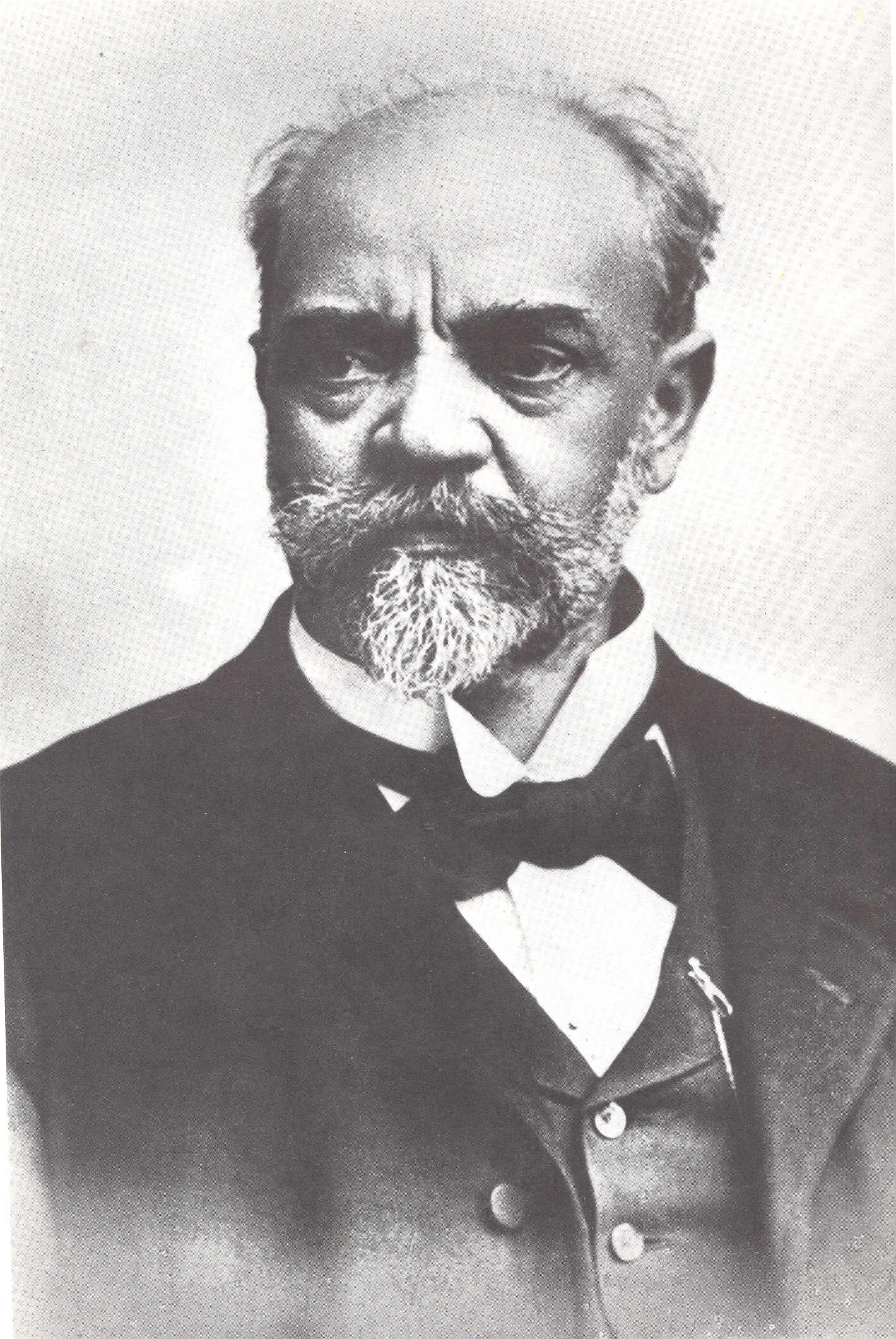
Портрет А. Дворжака, 1901 г.

В течение зимы и весны 1893 года Дворжак создаёт свою знаменитую Симфонию № 9 «Из Нового света». Летом того же года он посещает чешскую диаспору в Спиллвилле, штат Айова. Здесь, будучи окружённым эмигрировавшими родственниками и земляками, он создаёт 2 струнных квартета и сонатину для фортепиано со скрипкой. В течение трёх месяцев 1895 года он работает над виолончельным концертом в си миноре.
Материальная неопределённость, наряду с растущей популярностью в Европе и тоской по дому, подвигли Дворжака вернуться в Чехию.

### Дальнейшая деятельность
В последние годы жизни Дворжак сконцентрировался на написании оперной и камерной музыки. В 1896 году он в последний раз посетил Лондон, где присутствовал на премьере своего скрипичного концерта в си-бемоль миноре.
Дворжак сменил Антонина Бенневица на посту директора Пражской консерватории, который и занимал до самой смерти. Член Чешской академии наук и искусства.
Шестидесятилетие композитора отмечалось с размахом национального праздника.
Антонин Дворжак скончался в Праге 1 мая 1904 года от сердечного приступа. Похоронен на Вышеградском кладбище.
Дворжак оставил множество незаконченных произведений, в том числе концерт для скрипки в Ля мажоре.

## Произведения
Дворжак сочинял произведения самых разных жанров и форм. Девять его симфоний ориентированы на классическую модель, установленную Л. ван Бетховеном, но одновременно с этим он разрабатывал и появившуюся лишь в середине XIX века симфоническую поэму. В некоторых его сочинениях заметно влияние Р. Вагнера.
Музыка Дворжака сочетает в себе элементы венской классики и романтизма с чешскими народными мелодиями и ритмами. Поэтому его собственный стиль складывался долго. Ориентируясь поначалу на Моцарта и Бетховена, после 1873 года он берёт за основу творчества национальную музыку. Далеки от классических образцов два сборника «Славянских танцев», а также песни Дворжака, хотя отголоски народного влияния чувствуются даже в больших произведениях. Этот интерес проявился и в увлечённости композитора Соединёнными штатами и индейской и негритянской культурами, он пытается перенести их черты в свои сочинения. В конце жизни Дворжак сосредоточился на создании программной музыки, прежде всего, оперы. В 1900 году появляется «Русалка», признанный шедевр, который ставится по всему миру и поныне. Дворжаком, завершившим дело Б. Сметаны в создании национальной чешской музыки, восхищались и Р. Вагнер, И. Брамс — два полюса немецкого романтизма.

### Нумерация произведений

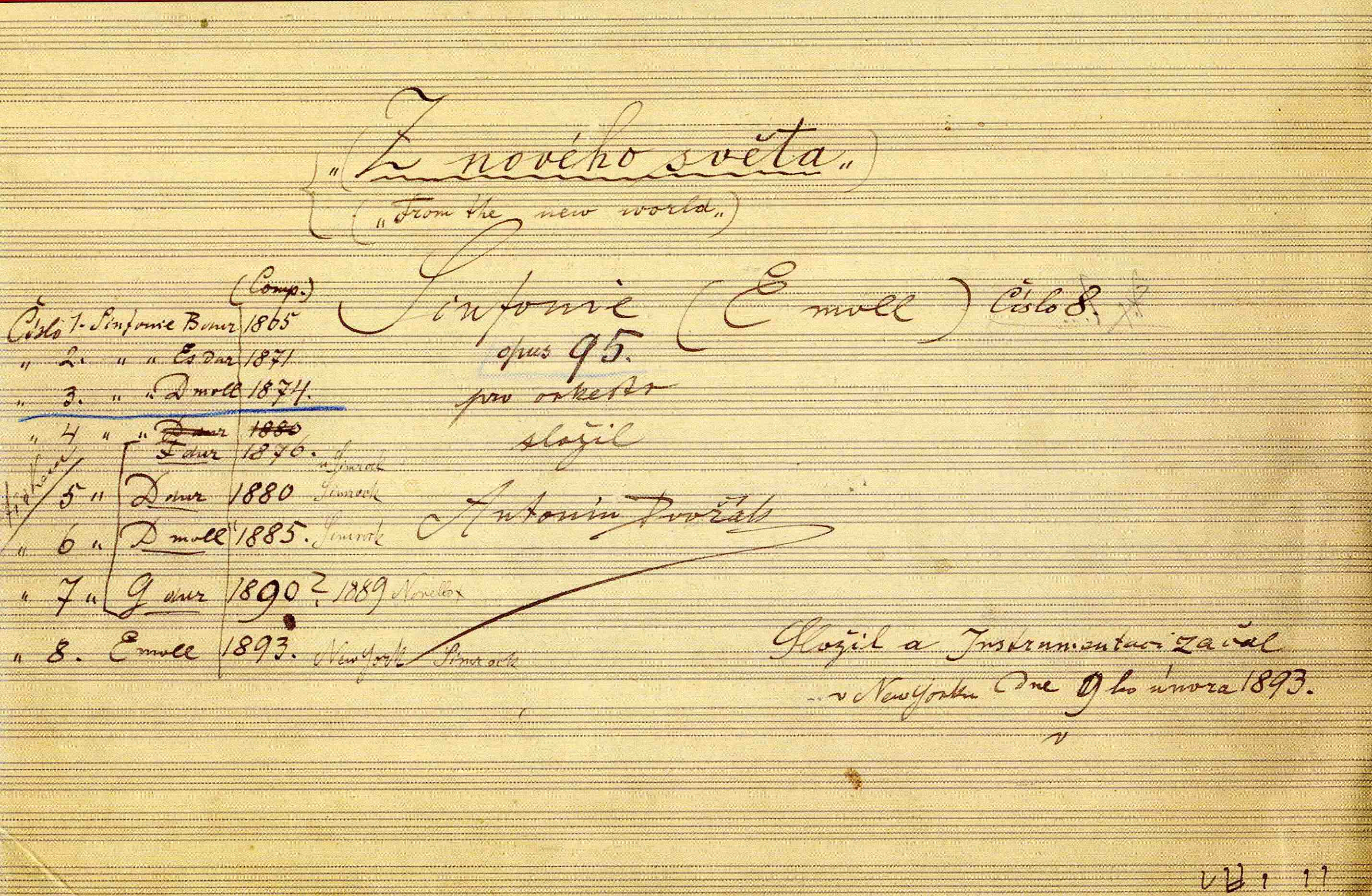
Титульный лист автографа девятой симфонии. Рукою Дворжака указаны порядок и годы сочинения всех симфоний, кроме первой, которую он считал утерянной. Рядом с уже изданными пятью указаны фамилии издателей — Зимрок и Новелло.

Многие произведения Дворжака были пронумерованы самим композитором — это нумерация по опусам (лат. opus, по-русски соч. — сочинение). Но она не отражает действительного порядка их создания или хотя бы публикации. Чтобы добиться лучших продаж не очень известных композиторов, издатели, в том числе печатавший Дворжака Ф. Зимрок, часто выставляли ранним работам больший опус, нежели следовало бы при правильном счёте. С другой стороны, сам Дворжак иногда давал новому произведению ранний опус, чтобы продать его одному издателю в обход контракта с другим. Замечательным примером последнего случая является «Чешская сюита», которую он, не желая отдавать Зимроку, опубликовал как op. 39 вместо op. 52. Ещё более усложняет ориентирование в наследии Дворжака тот факт, что подобные махинации приводили к появлению нескольких сочинений под одним и тем же опусом. Так случилось, например, с op. 12: изначально относившийся к опере «Король и угольщик» (1871), он оказался поставлен и под основанной на ней Концертной увертюрой Фа-мажор (1871), а затем также под Струнным квартетом № 6 ля-минор (1873), фуриантом соль-минор для фортепиано (1879) и думкой до-минор для фортепиано (1884). И, опять же, существуют обратные случаи, когда одна и та же работа получала несколько различных (до трёх) опусов у разных издателей.
Особенно запутана нумерация девяти симфоний Дворжака. Это произошло оттого, что они были изначально пронумерованы в порядке публикации, а не сочинения. Однако первые четыре были опубликованы позднее следующих пяти, которые, в свою очередь, публиковались не в порядке их сочинения. Таким образом, симфония «Из нового света» напечатана как № 5, затем стала известна как № 8 — и только после каталогизации 1950-х годов, когда в общий счёт была включена считавшаяся утерянной первая симфония, стала известна как № 9.
| Порядок публикации симфоний следующий. - № 6 (1881) — опубликована как № 1, хотя Дворжак надписал её № 5. - № 7 (1885) — опубликована как № 2, хотя Дворжак надписал её № 6. - № 5 (1888) — опубликована как № 3 op. 76, хотя Дворжак надписал её № 4 op. 24. - № 8 (1890) — опубликована как № 4, хотя Дворжак надписал её № 7. - № 9 (1894) — опубликована как № 5, хотя Дворжак надписал её № 8. - № 3 (1912). - № 4 (1912). - № 2 (1959). - № 1 (1961). | Порядок первого исполнения симфоний также отличен. - № 3 (1874). - № 5 (1879). - № 6 (1881). - № 7 (1885). - № 2 (1888). - № 8 (1890). - № 4 (1892). - № 9 (1893). - № 1 (1936). |

Все сочинения Дворжака были хронологически каталогизированы Я. Бургхаузером в изданной в 1960 году в Праге книге «Антонин Дворжак. Тематический каталог. Библиография. Обзор жизни и творчества». По фамилии составителя сокращённо каталоговый номер пишется с латинской буквой B (нем. Burghauser; например, Симфония № 9 op. 95 — B.178). В современном музыковедении, однако, наряду с этой нумерацией продолжают употребляться и опусы — отчасти по привычке, а отчасти для облегчения работы со старыми изданиями. Чаще встречаются опусы в афишах и концертных программках.

### Симфонии
При жизни Дворжака были изданы лишь пять последних его симфоний, хотя предыдущие три и были исполнены. Первую же сам автор считал безвозвратно утерянной. Это внесло путаницу в нумерацию, и только в середине XX века была установлена верная последовательность написания.
Симфония № 1 до минор B.9 была сочинёна Дворжаком в двадцатичетырёхлетнем возрасте для конкурса в Германии. Она показывает его ещё неопытным, но многообещающим композитором. В ней прослеживается большое формальное сходство с пятой симфонией Бетховена: например, одинакова тональность всех четырёх частей (до минор, ля-бемоль минор, до минор и до мажор). С другой стороны, гармония и инструментовка тяготеют к стилю, выработанному Ф. Шубертом. Позже Дворжак дал симфонии название «Злоницкие колокола», по названию деревни в Богемии, где он жил в 1853—1856 годах. Часть её материала была использована в «Силуэтах» op. 8.
Симфония № 2 си-бемоль мажор op. 4 построена всё ещё с оглядкой на Бетховена, хотя имеет более яркие, светлые и пасторальные образы.
Симфония № 3 ми-бемоль мажор op. 10 показывает, какое быстрое и глубокое влияние оказало на Дворжака знакомство с музыкой Р. Вагнера и Ф. Листа. Отсутствует скерцо. Вторая часть этой симфонии была использована в шестой «Легенде» op. 59.

Черновик Симфонии № 6

Симфония № 4 ре минор op. 13 обнаруживает поворот, происходящий в творчестве Дворжака. Хотя она несёт в себе явные следы влияния Вагнера (особенно вторая часть, которая происходит из увертюры к «Тангейзеру»), одновременно вводится национальная чешская музыка — в скерцо.
Симфония № 5 фа мажор op. 76 и Симфония № 6 Ре мажор op. 60 становятся уже очень пасторальными по характеру и отбрасывают совершенно вагнеровский стиль. Шестая писалась, видимо, под большим влиянием второй симфонии И. Брамса, особенно первая и последние её части. Но это сходство разрушается третьей частью — традиционным чешским фуриантом. Именно благодаря шестой симфонии Дворжак стал всемирно известен как симфонический композитор. Она же стала первой опубликованной его симфонией (1880).
Симфония № 7 ре минор op. 70 иногда считается выражающей стиль Дворжака с его формальной жёсткостью и огромной порывистостью больше, чем девятая. Может быть, это связано с личными переживаниями композитора во время её написания: он как раз пытался «протолкнуть» свои чешские оперы в Вене, от него требовали писать их по-немецки. Одновременно Дворжак ввязался в спор с издателем. Черновики седьмой симфонии показывают, сколько усилий стоило ему её создание.
Симфония № 8 соль мажор op. 88 сильно отличается от седьмой: она теплее и оптимистичнее. Иногда её сравнивают с работами Г. Малера Некоторые исследователи считают её лучшей симфонией Дворжака (подобно тому, как некоторые — седьмую). Это, конечно, показательно для того, как невероятная популярность девятой симфонии заслонила собою все предыдущие сочинения.
Симфония № 9 ми минор op. 95 «Из Нового света» была написана в январе-мае 1893 года в Нью-Йорке. Хотя поначалу Дворжак говорил, что использовал в ней американскую музыку, такую как негритянские спиричуэлс или песни индейцев, позже он стал отрицать это. Соло флейты-пикколо в первой части симфонии напоминает спиричуэлс «Swing Low, Sweet Chariot». Один из учеников Дворжака заявлял, что вторая часть изображает плач Гайаваты. Вместе с тем она так схожа со спиричуэлс, что В. Фишер написал к ней слова и дал название «Возвращение домой» (англ. Goin' Home). Сам Дворжак писал, что лишь использовал особенности индейской музыки, но все мелодии симфонии принадлежат ему.

### Оперы
- «Альфред» (Alfred, 1870).
- «Король и угольщик» (Král a uhlíř, 1871, вторая редакция 1874, третья 1887).
- «Упрямцы» (Tvrdé palice, 1874).
- «Ванда» (Vanda, 1875, вторая редакция 1879, третья 1883).
- «Хитрый крестьянин» (Šelma sedlák, 1877).
- «Димитрий» (Dimitrij, 1881—1882, вторая редакция 1883, третья 1885, четвёртая 1894—1895).
- «Якобинец» (Jakobín, 1887—1888, вторая редакция 1897).
- «Чёрт и Кача» (Čert a Káča, 1898—1899).
- «Русалка» (Rusalka, 1900).
- «Армида» (Armida, 1902—1903).

### Симфонические произведения
- Концерт для виолончели ля мажор (1865), оркестрован Г. Рафаэлем (между 1925 и 1929) и Я. Бургхаузером (1952).
- Концерт для фортепиано с оркестром соль минор (1876).
- Концерт для скрипки с оркестром ля минор (1878).
- Концерт для виолончели с оркестром си минор (1894—1895).
- Девять симфоний, в том числе № 9 «Из Нового Света» (1893).
- Пять симфонических поэм: «Водяной», «Полуденица», «Золотая прялка», «Голубок», «Богатырская песнь» (1896—1897).
- Пять увертюр, в том числе «Моя Родина» (1882) и «Гуситская» (1883).
- Серенада для струнного оркестра (1875).

### Вокальные и хоровые произведения
- Оратория «Святая Людмила» (1886), первая оратория в истории чешской музыки[10].
- Stabat Mater (1877).
- Реквием (1890).
- Кантаты, в том числе Te Deum (1892).
- Месса ре-мажор (1892).
- «Моравские дуэты» (1876), вокальные дуэты с фортепиано.
- «Библейские песни» (1894) с фортепиано, позже композитор оркестровал пять песен из 10 (1895), остальные оркестрованы В. Земанеком.

### Камерные произведения
- Четырнадцать струнных квартетов, в том числе № 12 «Американский».
- Три струнных квинтета, в том числе № 3 «Американский».
- Шесть фортепианных трио, из которых сохранились четыре, в том числе Трио Ми минор «Думки» B166, Op. 90 (1891 г.)

### Фортепианные произведения
- Две тетради «Славянских танцев» (1878 и 1886) для фортепиано в четыре руки (позже оркестрованы). Фортепианные циклы «Силуэты», «Поэтические картины», а также «Из чешского леса»[К 1] (1883) в четыре руки.

## Исполнения музыки Дворжака
Среди дирижёров, осуществивших записи всех девяти симфоний Дворжака — Иржи Белоглавек, Иштван Кертес, Рафаэль Кубелик, Вацлав Нойман (дважды), Витольд Ровицкий, Отмар Суитнер, Неэме Ярви.
Среди дирижёров, записавший отдельные симфонии Дворжака — Карел Анчерл (№ 6—9), Николаус Арнонкур (№ 7—9), Карло Мария Джулини (№ 7—9), Кристоф фон Донаньи (№ 6—9), Колин Дэвис (№ 6—9), Герберт фон Караян (№ 8, 9), Кирилл Кондрашин (№ 9), Яков Крейцберг (№ 7—9), Николай Малько (№ 9), Пьер Монтё (№ 7), Юджин Орманди (№ 7—9), Джордж Селл (№ 7—9), Марис Янсонс (№ 5, 7—9), Пааво Ярви (№ 9) и др.

## В культуре
- В Праге с 1932 года открыт музей Антонина Дворжака.
- В честь Дворжака назван кратер на Меркурии.
- В честь композитора назван астероид (2055) Дворжак[11].
- Дворжак — герой биографического романа Йозефа Шкворецкого «Scherzo capriccioso» (известного также под английским названием «Dvořák in Love»)
- Музыка Дворжака активно используется в японском аниме Легенда о Героях Галактики (1988—1997).

## В филателии
В 1941 году Почта Протектората Богемии и Моравии выпустила 2 почтовые марки, посвящённые к 100-летнему юбилею со дня рождения чешского композитора Антонина Дворжака.
В 2016 году Почта Сербии выпустила почтовую марку, посвящённую к 175-летнему юбилею со дня рождения чешского композитора Антонина Дворжака.

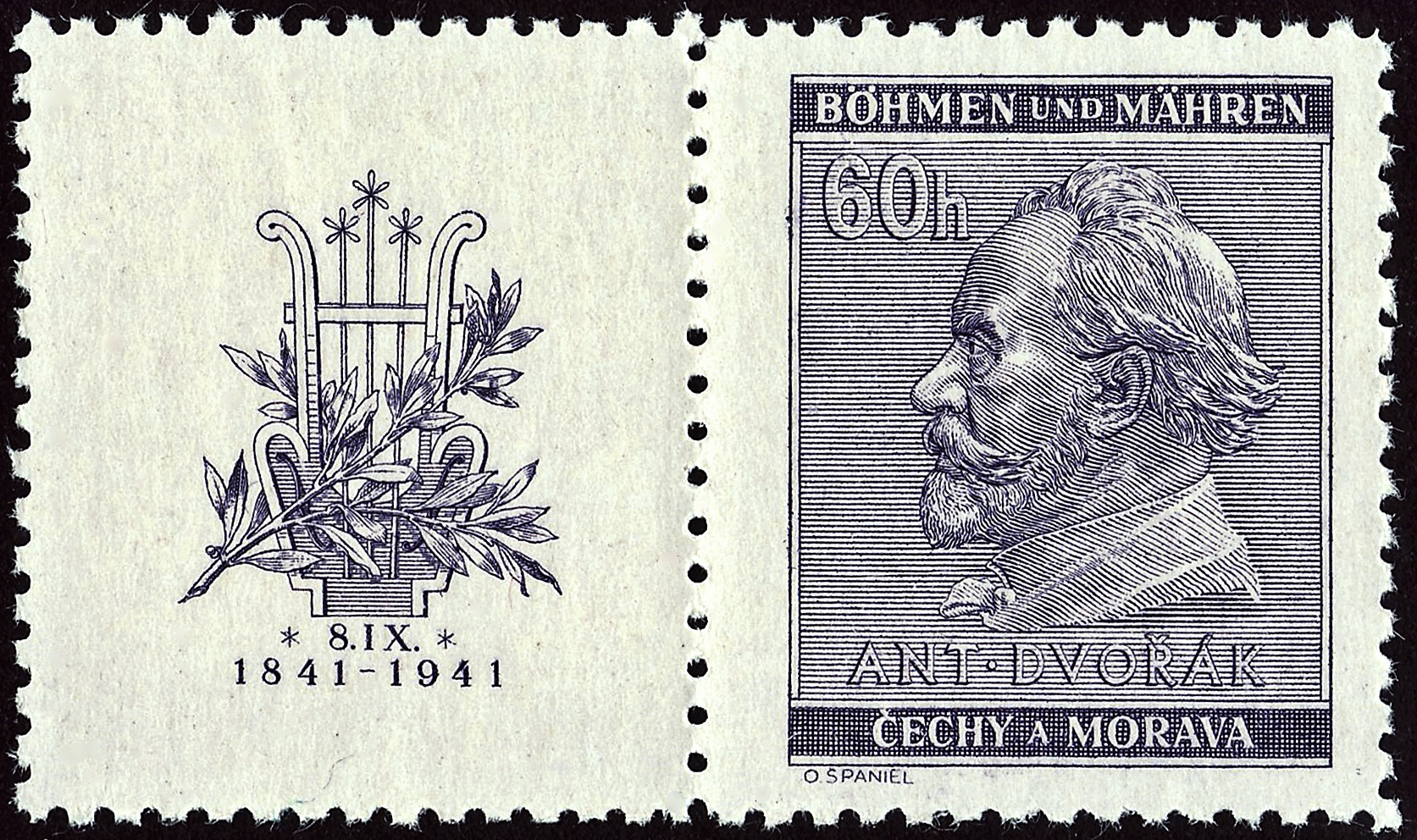
Почтовая марка Протектората Богемии и Моравии 1941 года, посвящённая к 100-летнему юбилею со дня рождения чешского композитора Антонина Дворжака (60 геллеров).
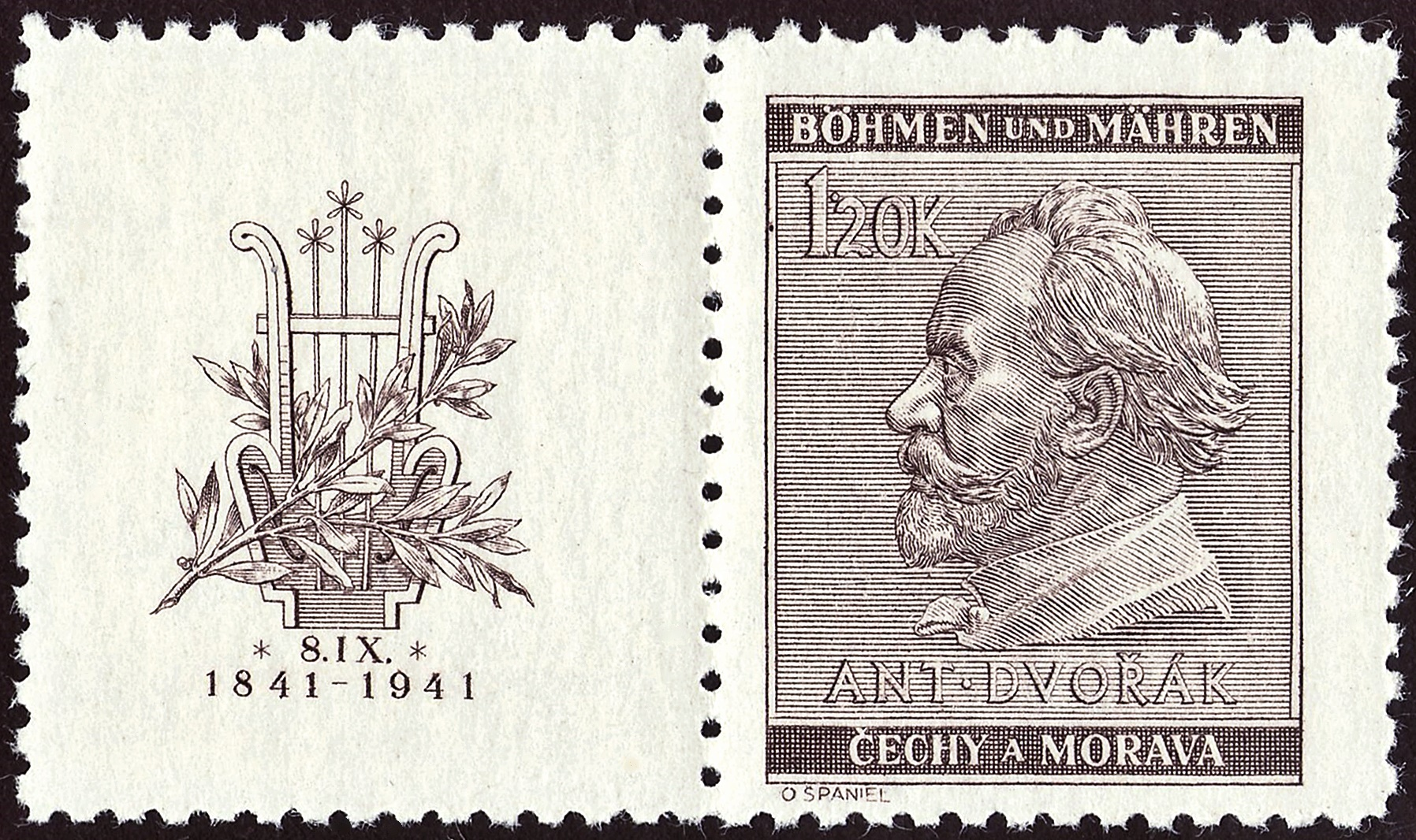
Почтовая марка Протектората Богемии и Моравии 1941 года, посвящённая к 100-летнему юбилею со дня рождения чешского композитора Антонина Дворжака (1.20 кроны).
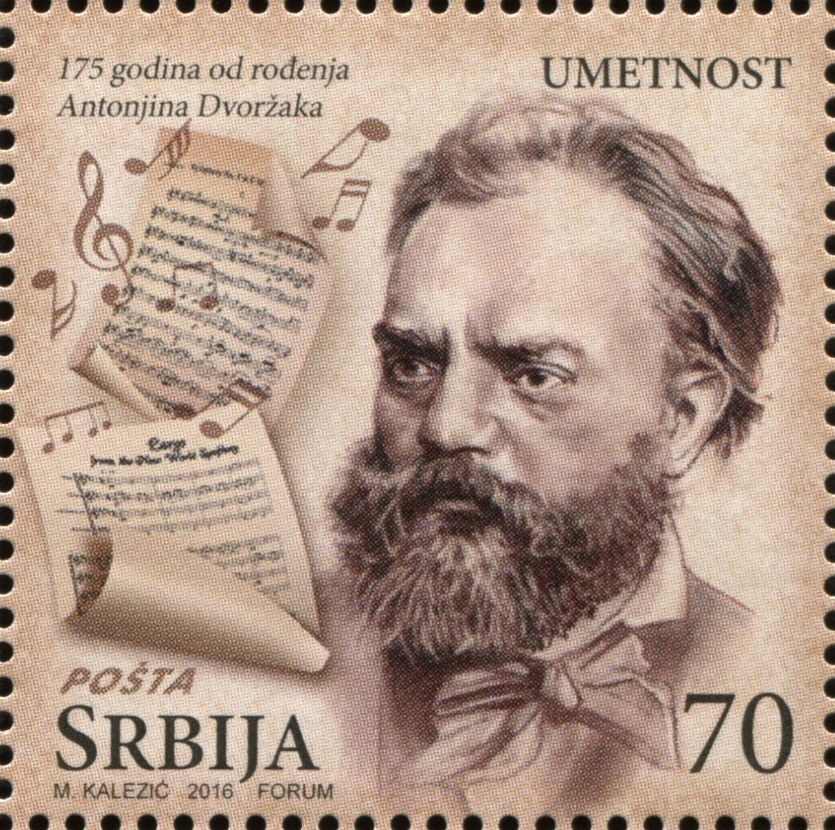
Почтовая марка Сербии 2016 года, посвящённая к 175-летнему юбилею со дня рождения чешского композитора Антонина Дворжака.